# I Spit on Your Grave 3: Vengeance Is Mine
I Spit on Your Grave 3: Vengeance Is Mine är en amerikansk skräckfilm från 2015 i regi av R.D. Braunstein. Det är en uppföljare till I Spit on Your Grave och I Spit on Your Grave 2.

## Handling
Jennifer Hills plågas av minnena efter våldtäkterna och tortyren hon utsattes för. Hon har flyttat till en ny stad, bytt namn och gått med i en stödgrupp för våldtäktsoffer, i hopp om att kunna gå vidare och starta ett nytt liv. I stödgruppen får hon en ny vän som senare blir brutalt mördad, och när mördaren går fri bestämmer sig Jennifer för att hämnas, både på mördaren och på dem som utsatt kvinnorna i stödgruppen.

## Rollista i urval
- Sarah Butler – Jennifer Hills
- Jennifer Landon – Marla
- Doug McKeon – Oscar
- Gabriel Hogan – kriminalpolis McDylan
- Harley Jane Kozak – terapeut
- Michelle Hurd – kriminalpolis Boyle